# Cap de Lligamosques
El Cap de Lligamosques és un capgròs atribuit a Ramon Amadeu, construït en 1817 en per encàrrec del farmacèutic Francesc de Bolòs. L'escultor Lluís Carbonell va fer un nou cap a partir de la testa original en 1848 donat el seu mal estat de conservació i en 1993 el taller d'El Arte Cristiano en va fer una nova còpia en fibra de vidre, més lleugera de pes, que és la que surt actualment.
És creu que és el primer nan de què es té notícia a Catalunya, amb El Merma de Vic i El Berruga de Figueres. La primera referència que es té d'un nan, o si més no d'un personatge més baix que els gegants, que podria ser l'antecedent del Cap de Lligamosques, la trobem en l'inventari de béns comunals de 1678,quan s'esmenta l'existència de "lo gegant, gegantessa, mulassa y ninoy ab llurs vestas ja molt usades". La paraula "ninoi" és referida a un noi, i també - segons l'historiador Josep Murlà - podria definir una figura de grandària inferior als gegants, que devia consistir en una bona testa portada per una persona. El nom de Lligamosques el trobem esmentat ja el 1760, en els documents de la Confraria del Santíssim de l'església parroquial de Sant Esteve. La seva funció ha estat llargament discutida; per a uns fa de mestre de cerimònies, obrint pas als gegants; per a d'altres obre pas als gegants i procura que les criatures no els entrebanquin i els facin caure. Segons la llegenda que es transmet de pares a fills, sembla que antigament se li untava el cap pelat amb mel perquè les mosques no molestessin els qui anaven a la processó o, segons una altra versió de la història, perquè les mosques no empaitessin els seus amos, que eren uns comtes, durant la temporada d'estiu.
A l'edició de 2024 de les Festes del Tura, la figura va agafar més protagonisme, apareixent al cartell de les festes i als gots.

## Portadors
- Joan del Pozo
- Manel Pallàs (???? -2013)
- Ferran Mayans (2013- actualitat)[3]